# Würzburger Hofbräu
 (mai 2021).
Si vous disposez d'ouvrages ou d'articles de référence ou si vous connaissez des sites web de qualité traitant du thème abordé ici, merci de compléter l'article en donnant les références utiles à sa vérifiabilité et en les liant à la section « Notes et références ».
Würzburger Hofbräu est une brasserie allemande fondée en 1643.

## Histoire
La brasserie est fondée en 1643 par le prince-évêque Jean-Philippe de Schönborn dans la région de Basse-Franconie en Allemagne. Il s'agit de la plus ancienne entreprise encore existante de la ville de Wurtzbourg. 
La création de cette brasserie tient son origine des nombreux soldats suédois présent dans la ville à cette époque. Ces derniers se servant dans les réserves de vin, il était nécessaire de développer une autre boisson alcoolisée dans la ville. La brasserie étant une bonne source de revenu, elle sera maintenue par la suite.
En hommage à son fondateur, la brasserie reprit la couronne et l'étoile comme emblème de l'entreprise, d'où le slogan « Savourer sous une bonne étoile ».
Au cours du XIXe siècle la Würzburger Hofbräu prend une dimension internationale. En 1887, elle est l'une des premières brasseries allemandes à exporter aux États-Unis. Ses principaux pays d'exportation sont aujourd'hui les États-Unis, l'Italie et la Chine. Mais elle souhaite demeurer une entreprise locale pour conserver une image de produit de grande qualité.
En 1993 la brasserie est modernisée et s'agrandit par des rachats stratégiques, la reprise des brasseries de Wächtersbach et Werner Bräu à Poppenhausen (laquelle cesse en 2007). En 2011 elle approvisionne la brasserie de Lohr am Main, appelée maintenant Keiler Bier. Depuis 2005 elle est la propriété de la brasserie Kulmbacher Brauerei.

## Production
La brasserie possède deux sites de production et vend 360 000 hectolitres de bière par an en moyenne sous plusieurs marques comme Würzburger Hofbräu, Werner Brau ou Lohrer Bier.
Les marques Würzburger Hofbräu et Keiler Bier sont exploitées par le géant Heineken.
- Würzburger Hofbräu Pilsner (4,9 % d'alcool ; densité primitive de moût 11,5 % )
- Würzburger Hofbräu Export (5,2 % d'alcool ; densité primitive de moût 12,2 %)
- Würzburger Hofbräu Leicht (2,9 % d'alcool ; densité primitive de moût 7,2 %)
- Würzburger Hofbräu sans alcool.
- Würzburger Hofbräu Schwarzbier (4,9 % d'alcool ; densité primitive de moût 11,4 %)
- Julius Echter Hefeweißbier (5,3 % d'alcool ; densité primitive de moût 12,5 %)
- Sommerfrisch Radler (2,5 % d'alcool ; densité primitive de moût 6,3 %)
- Kiliani Festbier (5,8 % d'alcool ; densité primitive de moût 13,3 %)

### Keiler Bier
- Keiler Weißbier hell (5,2 % d'alcool ; densité primitive de moût 12,3 %)
- Keiler Weißbier dunkel (5,2 % d'alcool ; densité primitive de moût 12,3 %)
- Keiler Landpils (4,9 % d'alcool ; densité primitive de moût 11,5 %)
- Keiler Pils (4,9 % d'alcool ; densité primitive de moût 11,4 %)
- Keiler Export (5,2 % d'alcool ; densité primitive de moût 12,3 % )
- Keiler Urtyp (5,2 % d'alcool ; densité primitive de moût 12,2 % Stammwürze)